# Bert Lochs
Bert Lochs (1966) is een Nederlandse trompettist, bugelist, kornettist, componist en arrangeur in de jazz en geïmproviseerde muziek.
Lochs is klassiek geschoold. Hij kwam met de jazz in aanraking dankzij Leo Jansen (tegenwoordig saxofonist bij het Metropole Orkest) en speelde in diens bigband. Hij studeerde aan het conservatorium van Hilversum, waar hij les kreeg van onder meer Ack van Rooyen, en studeerde compositie en arrangement bij Bob Brookmeyer. Sinds 1990 is hij professioneel muzikant. Hij speelde onder meer bij Jeroen Pek, Big Bizar Habit en de Handsome Harry Company. Ook had hij zijn eigen groepen. Tegenwoordig speelt hij in een trio met Dirk Balthaus en Daniel Herskedal en leidt hij een eigen trio. Daarnaast is hij lid van onder meer de bigband van Guus Tangelder en een groep van Jasper Somsen. 
Lochs geeft les aan verschillende muziekscholen, onder andere in Alphen.

## Discografie (selectie)
als leider:
- Tales of the Frog (Dirk Balthuis/Bert Lochs Quartet), Acoustic Records, 1995
- BAQ, (Bert Lochs Inquisitive Quartet), 2002
- Mouth Pieces, Music Under Construction, 2007

Lochs/Balthaus/Herskedal:
- Lochs/Balthaus/Herskedal, MUC, 2009
- Choices, Berthold Records, 2012